# Ugo Cleis
Ugo Cleis, eigentlich Hugo Cleis (* 5. April 1903 in Diepflingen, Kanton Basel-Landschaft; † 13. September 1976 in Mendrisio) war ein Schweizer Maler, Zeichner, Illustrator, Dekorationsmaler, Holzschneider und Mosaizist.

## Leben und Werk
Ugo Cleis, Sohn eines Lehrers, absolvierte eine Flachmalerlehre in Sissach. Angeregt durch den Architekten Adolf Müller-Senglet bildete sich Cleis von 1921 bis 1923 an der Kunstgewerbeakademie Dresden zum Dekorations- und Theatermaler weiter. Im folgenden Jahr holte er sich die nötige Praxis in Genf und Italien und kehrte für das weitere Studium 1925 zusammen mit dem Maler und Plastiker Eugen Häfelfinger an die Kunstgewerbeakademie zurück. Parallel zur dekorativen Malerei schuf Cleis Linol- und Holzschnitte.
Wieder in Sissach, arbeitete Cleis als Flachmaler und liess sich später im Mendrisiotto nieder, wo er sich mit Aldo Patocchi, Samuel Wülser, Ernst Musfeld, Guido Gonzato (1896–1955) und Anita Spinelli befreundete. Cleis gehörte ab 1931 der Tessiner Sektion GSMBA (SPSAS, Società di pittori, scultori ed architetti svizzeri) und der Tessiner Gesellschaft der Schönen Künste an.
1934 heiratete Cleis die in Stabio tätige Lehrerin Lisa Vela (1901–1988). Sie war eine Nachfahrin von Vincenzo Vela. Zusammen hatten sie die Kinder Milo (* 1936), Vera und Daniele (* 1944) Zusammen lebten sie in Ligornetto wo Cleis sich u. a. mit Emilio Müller befreundete.
1937 schuf Cleis am Postgebäude von Lugano zwei grosse Wandbilder und machte sich im Tessin auch einen Namen durch seine Mosaike. Als Künstler arbeitete Cleis auch weiterhin in der Deutschschweiz, besonders im Kanton Basel-Landschaft, wo er in privaten wie in öffentlichen Gebäuden zahlreiche Sgraffiti und Fresken schuf. Zudem entstanden Zeichnungen, Ölgemälde, Aquarelle und Holzschnitte, mit Vorliebe grossformatige.
Ab 1939 war Cleis als Illustrator tätig und war mit Jacques Düblin und Walter Eglin befreundet. Cleis’ Holzschnitt für das kantonale Turnfest beider Basel wurde 1939 mit dem ersten Preis ausgezeichnet. Wie Eglin gehörte Cleis der 1944 gegründeten Gruppe «Xylos» und ab 1953 der internationalen Gruppe «XYLON» an. Im gleichen Jahr erhielt er den Kunstpreis der Stadt Zürich. 1962 wurde er mit dem «Pietro-Chiesa-Preis» ausgezeichnet und gewann 1964 den Gravur-Wettbewerb für die Sektion «La terre et la forêt» an der Landesausstellung in Lausanne. Cleis nahm 1959 an der Ausstellung für «Moderne Wandmalerei der Schweiz» im Kunstmuseum Luzern teil.
Cleis war von 1958 bis 1974 Direktor des Museums von Vincenzo Vela. Die Strasse, die zum Museum führt, trägt den Namen «Via Ugo Cleis», und seit 2009 gibt es in Ligornetto die Strasse «Via Lisa Cleis-Vela». Cleis war der Onkel von Martin Cleis.